# Goodea gracilis
Goodea gracilis är en fiskart som beskrevs av Hubbs och Turner, 1939. Goodea gracilis ingår i släktet Goodea och familjen Goodeidae. IUCN kategoriserar arten globalt som sårbar. Inga underarter finns listade i Catalogue of Life.